# Frank Baum (Basketballspieler)
Frank Baum (* 15. März 1970 in Leverkusen) ist ein deutscher Basketballtrainer, der als Spieler in der Basketball-Bundesliga insbesondere für die TBB Trier aktiv war.

## Karriere

### Spieler
Der 1,95 m große Shooting Guard entstammt der Jugend des TSV Bayer 04 Leverkusen und wurde 1989 sowie 1990 deutscher A-Jugendmeister. Er stand im Aufgebot der Bundesliga-Meistermannschaft in der Saison 1989/90. Von 1992 bis 1994 spielte er während seines Studiums in den USA für das Collegeteam der Chaminade University of Honolulu in Hawaii in der NCAA Division II. Nach seiner Rückkehr nach Deutschland fing er die Spielzeit 1994/95 zunächst in Oberelchingen an, bevor er nach Trier wechselte, wo er die folgenden sieben Jahre blieb und mit dem TVG zum Abschluss seiner Spielerkarriere 2001 Deutscher Pokalsieger wurde.

### Trainer
Nach einer Saison als Assistenztrainer bei den Bayer Giants unter seinem ehemaligen Leverkusener Mannschaftskameraden Heimo Förster wechselte er 2003 zurück nach Trier, wo er bis 2007 als Assistent von Joe Whelton arbeitete. 2007 wurde Baum Cheftrainer des luxemburgischen Erstligisten Musel Pikes Remich. Zu Beginn seiner sechsjährigen Trainertätigkeit bei dem Verein wurde er zweimal hintereinander Vizemeister und erreichte zudem das Pokalfinale 2008. 2010 übernahm er zudem die Verantwortung für die luxemburgische Basketballnationalmannschaft. In den Wettbewerben der FIBA Europa reichte es in der Division B zwar zu keinen nennenswerten Erfolgen, doch zum Abschluss seiner Nationaltrainer-Tätigkeit gewann man bei den Spielen der kleinen Staaten von Europa 2013 als Gastgeber eine Silbermedaille, als man sich im letzten Spiel nur Zypern geschlagen geben musste.
Zur Saison 2013/2014 kehrte Baum nach Trier zurück und übernahm bei der TBB Trier den Posten als Sportlicher Leiter. 2015 begann er eine zweite Amtszeit als Cheftrainer des luxemburgischen Erstligisten Musel Pikes Remich. Er blieb bis 2018 auf diesem Posten, anschließend übernahm er das Traineramt bei Résidence Walferdingen (ebenfalls Luxemburg). Seit 2021 trainiert er im bergischen Land die erste Herrenmannschaft und Jugendmannschaften des Leichlinger TV.